# Lijst van voetbalinterlands Australië - Zwitserland (vrouwen)
Deze lijst van voetbalinterlands is een overzicht van alle officiële voetbalinterlands tussen de nationale vrouwenteams van Australië en Zwitserland. De landen hebben tot nu toe één keer tegen elkaar gespeeld.

## Wedstrijden
| № | Plaats | Datum           | Competitie        | Wedstrijd               | Uitslag |
| - | ------ | --------------- | ----------------- | ----------------------- | ------- |
| 1 | Zürich | 25 oktober 2024 | Vriendschappelijk | Zwitserland − Australië | 1 − 1   |

## Samenvatting
| Competitie        | Totaal gespeeld | Winst Australië | Gelijk | Winst Zwitserland | Doelsaldo Australië – Zwitserland |
| ----------------- | --------------- | --------------- | ------ | ----------------- | --------------------------------- |
| Vriendschappelijk | 1               | 0               | 1      | 0                 | 1 − 1                             |
| Totaal            | 1               | 0               | 1      | 0                 | 1 − 1                             |